# Living the Dream (álbum)
Living the Dream é o 24º álbum de estúdio da banda britânica de rock Uriah Heep, lançado em 14 de setembro de 2018 pela Frontiers Records. Foi produzido por Jay Ruston e é o segundo álbum deles com o baixista Davey Rimmer. A produção do disco durou 19 dias, com a banda gravando tudo "ao vivo".
Living the Dream foi viabilizado por meio de uma campanha de financiamento coletivo no PledgeMusic .

## Recepção critica
| Críticas profissionais | Críticas profissionais |
| Avaliações da crítica  | Avaliações da crítica  |
| Fonte                  | Avaliação              |
| ---------------------- | ---------------------- |
| Classic Rock           | [ 5 ]                  |

O álbum recebeu resenhas positivas da crítica. Dom Lawson da Classic Rock afirmou que "Living the Dream é tão forte quanto qualquer coisa que a banda produziu em duas, talvez três décadas". Martin Popoff, do Goldmine, disse que o álbum "encontra a banda deixando de lado qualquer um de seus recentes acenos tecnológicos ou estilísticos à modernidade no exercício de um desafio que deixa apenas o puro e atemporal júbilo de Heep".

## Paradas
| Parada (2018)                         | Maior colocação |
| ------------------------------------- | --------------- |
| Áustria (Ö3 Austria Top 40)           | 18              |
| Bélgica (Ultratop Flandres)           | 91              |
| Bélgica (Ultratop Valônia)            | 58              |
| Países Baixos (Dutch Charts)          | 109             |
| Finlândia (Suomen virallinen lista)   | 28              |
| Alemanha (Offizielle Deutsche Charts) | 10              |
| Noruega (VG-lista)                    | 28              |
| Suíça (Schweizer Hitparade)           | 5               |
| Reino Unido (UK Albums Chart)         | 57              |

## Lista de faixas
Todas as faixas escritas e compostas por Mick Box e Phil Lanzon, exceto "Grazed By Heaven", por Davey Rimmer e Jeff Scott Soto. 
| N.º            | Título                                             | Duração |  |
| 1.             | "Grazed By Heaven" (Pastado Pelos Céus)            | 4:31    |  |
| 2.             | "Living the Dream" (Vivendo o Sonho)               | 5:34    |  |
| 3.             | "Take Away My Soul" (Leve Minha Alma)              | 6:13    |  |
| 4.             | "Knocking at My Door" (Batendo à Minha Porta)      | 4:58    |  |
| 5.             | "Rocks in the Road" (Pedras na Estrada)            | 8:18    |  |
| 6.             | "Waters Flowin'" (Águas Fluindo)                   | 4:27    |  |
| 7.             | "It's All Been Said" (Foi Tudo Dito)               | 6:01    |  |
| 8.             | "Goodbye to Innocence" (Adeus à Inocência)         | 3:33    |  |
| 9.             | "Falling Under Your Spell" (Caindo em Seu Encanto) | 3:24    |  |
| 10.            | "Dreams of Yesteryear" (Sonhos do Ano Passado)     | 5:25    |  |
| Duração total: | Duração total:                                     | 52:24   |  |

| Faixas bônus da edição de luxo |                                              |         |  |
| N.º                            | Título                                       | Duração |  |
| 11.                            | "Take Away My Soul" (versão alternativa)     | 4:36    |  |
| 12.                            | "Making the Dream (The Documentary)" (DVD-1) |         |  |

| Clipes da edição de luxo |                             |         |  |
| N.º                      | Título                      | Duração |  |
| 13.                      | "Grazed by Heaven" (DVD-2)  |         |  |
| 14.                      | "Take Away My Soul" (DVD-3) |         |  |

## Créditos
Uriah Heep
- Bernie Shaw - vocais
- Mick Box - guitarra, vocais de apoio
- Phil Lanzon - teclados, vocais de apoio
- Davey Rimmer - baixo, vocais de apoio
- Russell Gilbrook - bateria, percussão, vocais de apoio

Produção
- Jay Ruston - produção, engenharia[3]